# U-Roy
U-Roy, född 21 september 1942 som Ewart Beckford i Jones Town i Kingston, Jamaica, död 17 februari 2021 i Kingston, var en jamaicansk reggaeartist. U-Roy började sin karriär med att i sitt arbete som diskjockey att rimma spontant och utan förberedelser till instrumentalversionerna av de skivor han spelade. Han var den förste mikrofonartisten och betraktas därför av många rappare, toasters och dancehall-deejays som en levande legend och är också känd som "The Originator". 
U-Roy började 1961-62 att pratsjunga (toasta), oftast spontant och med rim, i partier av låtar där sångarna inte sjöng och i slutet av 1960-talet på singlarnas instrumentala baksidor. I början handlade det för U-Roys del mest om skvaller, om att kommentera de dansande och om att locka fler betalande till gatudiskoteket när han turnerade som ansvarig för olika sound system på Jamaica, men med tiden övergick han till nyhetsförmedling, samhällskritik och religiösa budskap. När den jamaicanska ska-musiken gick över i reggae utvecklade han i konkurrens med andra pratande discjockeyer på ön toasting (som är melodiöst tal, men inte sång), rap med mera. U-Roy den förste mikrofonartisten som spelades in för kommersiell försäljning.

## Biografi
U-Roy:s musikaliska karriär inleddes 1961 då han började som deejay på olika sound systems (gatuhörnsdiskotek), som Sir Coxsone Dodd 39:s. Han kallade sig i början av sin karriär för "Hugh Roy", något som senare drogs samman till U-Roy via "Hue Roy". 
I slutet av 1960-talet började U-Roy samarbeta med King Tubby vid Duke Reids Sound System. Tubby experimenterade med musiken och sin utrustning, och kom efter några år att vara en av uppfinnarna av dubmusiken. Med U-Roy som sin mest framträdande deejay, och med tillgång till några av Treasure Isle Studios finaste rocksteadyrytmer, blev King Tubbys nya sound oerhört populärt och U-Roy blev en jamaicansk kändis. Hans första inspelade skiva, efter över ett decennium som toaster, var en singel där han rimmade på en dubversion av Earth's Rightful Ruler med Peter Tosh, inspelad av en annan experimenterande producent, Lee Perry. U-Roys toastversion hette kort och gott Righteous Ruler. Snart kom U-Roy att samarbeta med nästan samtliga producenter på Jamaica: Keith Hudson, Lee Perry, Peter Tosh, Bunny Lee, Phil Pratt, Sonia Pottinger, Rupie Edwards, Alvin Ranglin och Lloyd Daley.

### Genombrottet
I slutet av 1960-talet började U-Roy samarbeta med King Tubby (det artistnamn Osbourne Ruddock tog), som snart skulle bli en av Jamaicas främsta musikproducenter och en ev de personer som förde reggaen framåt och experimenterade fram Dubreggaen. År 1969 hade han ännu ingen egen studio, utan var i likhet med U-Roy anställd av Duke Reid – King Tubby spelade in musiken och U-Roy spelade upp den på Duke Reids sound system som med Duke Reids goda minne och av kommersiella skäl snart bytte namn till King Tubbys Sound System. År 1969 förevigades för första gången en pratsjungande sound system-diskjockey i och med att en annan innovativ och vilt experimenterande musikproducent utan egen studio – Lee "Scratch" Perry – lät U-Roy toasta över B-sidans instrumentalversion  Earth's Rightful Ruler med Peter Tosh.
En natt i början av 1970 befann sig den populäre reggaesångaren John Holt (som då var förstesångare i vokalistgruppen The Paragons på en av U-Roys sound system-föreställningar. Han imponerades av U-Roys förmåga att få publiken i extas, ömsom som ståuppkomiker, ömsom som pratmakare, alltid pratsjungande och rimmande på jamaicansk patois. Han toastade bland annat över instrumentalversionen av John Holts hit "Wear You To The Ball" och Holt kunde enkelt konstatera att U-Roys version uppskattades betydligt mer av folkmassan än A-sidan på singeln där Holt själv sjöng låten. Dagen därpå gick Holt till musikproducenten Duke Reid och argumenterade för att producenten måste spela in U-Roy. Duke Reid lät sig övertygas och U-Roy plockades snabbt in i studion för att spela in två låtar, singlar som skulle ges ut av klassiska Treasure Isle. Den första låten byggde på en version (instrumentalversion med de ljudtillägg den tidens studioteknologi på Jamaica tillät) av Alton Ellis "Girl I've Got a Date". U-Roys version var Wake The Town – en låt som verkligen väckte Kingston och som inom en vecka hade placerat sig överst på den jamaicanska hit-listan. Nästa låt, "Rule The Nation", som utgick från The Techniques "Love Is Not A Gamble" gick lika bra, och när U-Roys "Wear You To The Ball" släpptes hade U-Roy lagt beslag på de tre första platserna på den jamaicanska hit-listan – något som ingen, inte ens Bob Marley, lyckats upprepa. U-Roy var verkligen en profet i sin egen hemstad. Dessa framgångar startade ett krig mellan Kingstons olika musikproducenter när det gällde att spela in låtar med sound system discjockeyer, dvs de som toastade, och Dennis Alcapone, I- Roy, Big Youth, Scotty, Lizzy och U-Roy Junior hörde till de tidigaste. U-Roy höll sig emellertid kvar överst på tronen i flera år till.  Han fortsatte att göra toast-versioner av 29 av Treasure Isles mest älskade singlar, och två tidiga LP-album släpptes 1973 – Version Galore och Version Galore (Bonus Tracks). Versions galore, you can hear them by the score, I could give you some more for sure rimmar U-Roy på titellåten som ett slags svar på det som finns kvar av The Melodians sång.. Version Galore. Bonus Tracks innehåller hela 58 låtar, och täcker därmed ganska väl U-Roys produktion från tidigt 70-tal. U-Roy toastar över hit-låtarna från den tidens populäraste reggaeartister: Paragons (bl.a. "Tide Is High", som Blondie och många andra icke-jamaicanska artister har gjort covers av), Melodians, Silvertones, Jamaicans, Supersonics, Phyllis Dillon, Tommy McCook, Nora Dean, Hopeton Lewis, Ken Parker, Techniques, Tennors, Ethiopians, Stranger Cole, Three Tops, Flames, Earl Lindo, m.fl.
U-Roy utvecklade den inspelade toasten ytterligare genom en kvartett album med Prince Tony Robinson som producent: Dread In A Babylon (1975), Natty Rebel (1976), Jah Son Of Africa (1977) och Rasta Ambassador (1977). Som framgår av albumens namn hade även U-Roy tagit steget över till rastafari-tron. De sångröster som hörs emellanåt på flera av låtarna och som U-Roy på sitt karaktäristiska sätt kommunicerar med tillhör The Gladiators, en av de tyngsta roots reggae-grupperna genom tiderna, ofta kompade av Sly & Robbie. 

### U-Roys stil
Reggaens internationella genombrott medförde även att U-Roys och andra toasters LP-album distribuerades internationellt. Rasta Ambassador var den första av hans LP-skivor som såldes i hela Sverige; den fanns i skivaffärer i småstäder och i skivdiskar på varuhusen. Med tanke på att U-Roy rappade på patois som ingen förstod och att toast-stilen var svårtillgänglig jämfört med till exempel Bob Marley, Jimmy Cliff Third World, Peter Tosh, Black Uhuru eller Inner Circle – som var så angelägna att nå ut med sina budskap i världen att de sjöng på lättförståelig internationell engelska och dessutom tryckte upp låttexterna på skivomslagen – är U-Roys framgångar i länder som Nederländerna, Tyskland, Danmark och Sverige ganska svårförståelig. Människor världen över tog efter en "inlyssningsperiod" till sig musiken trots att det för dem som inte hade engelska som modersmål knappast var möjligt att förstå U-Roys sociolekt. Än idag ingår toasting i repertoaren för jamaicanska dancehall-artister och inte ens i detta sammanhang superstjärnor som Damian Marley använder internationell engelska. Det kan bero på att den jamaicanska dialekten är mer säljande än själva budskapet i låtarna. U-Roys framgångar fortsatte under hela 1970-talet. Många låtar censurerades av de radiostationer som förstod vad han toastade om, oftast BBC. I en låt - "Chalice in the Palace" fantiserar U-Roy om att röka marijuana tillsammans med drottningen Elizabeth II på Buckingham Palace. U-Roy var i slutet av 1970-talet och i början av 1980-talet en av Jamaicas mest kända och internationellt uppmärksammade artister, sedan tog en ny generation toasters anförda av Yellowman över.

## Internationell betydelse
U-Roys snabba rim och starka budskap inlagd på så kallade "versions", dubversioner eller remixade versioner, av populära reggaelåtar, blev starten för toasting – en ny musikstil. När reggaen, och därmed också toastingen, starkt influerad av rastafari och en antivästerländsk samhällssyn, nådde internationella framgångar i början av 1970-talet uppmärksammades detta även av afroamerikanska artister i USA. Dessutom förde den jamaicanske musikern och producenten Kool DJ Herc med sig toasten, dubtekniken och scratching när han flyttade till New York och började tillämpa sina kunskaper på den svarta musiken i USA på 1970-talet.
För tidiga hiphopartister i USA som Public Enemy spelade influenserna från U-Roy och toasting en stor roll. Det har skrivits att U-Roy "förde konstformen toasting till nya höjder; han spottade inte bara ut fraser här och där utan förde riddimet från början av en låt till de allra sista tonerna.

## Diskografi

### Tidiga singlar (urval)
Följande lista visar även hur vanligt det är med "versioner" och "versioner av versioner" inom jamaicansk populärmusik.
- 1969 – "Righteous Ruler" (U-Roy & Peter Tosh, B-sidan av The Gaylords "If You don't Mind")
- 1969 – "Walk Away from Love (version)" (version av Bitty Mc Lean and The Supersonics låt med samma namn på A-sidan)
- 1970 – "Wake the Town" (U Roy & Jeff Barnes)
- 1970 – "Wear You to the Ball"
- 1970 – "Shoch Attack" (B-sida av "Be a Man" av The Heptones)
- 1970 – "Rhythm Land" / "Cat's Corner Skank"
- 1970 – "OK Corral"
- 1970 – "Maka Version" (B-sida av "Revelation Version" med Dennis Alcapone)
- 1970 – "Whisper a Little Prayer" / "Rain a Fall"
- 1970 – "Love I Tender"
- 1971 – "Kingston 12 Shuffle" (U-Roy & Bob Marley)
- 1971 – "Ammunition" (U-Roy & Wailers All Star Band)
- 1971 – "My Girl" (The Techiques & U-Roy)
- 1971 – "True Love" / "Version" (U-Roy & R. Stanley)
- 1971 – "Love I Bring" (U-Roy & Slim Smith, version av Ain't Too Proud too Beg av Slim Smith)
- 1971 – "Earthquake"
- 1971 – "Drive Her Home" (U-Roy & Hopeton Lewis)
- 1971 – "Everybody Bawling" (The Melodians & U-Roy)
- 1971 – "Ain't That Loving You" (Alton Ellis & U-Roy)
- 1971 – "Behold" (U-Roy & Tommy McCook)
- 1972 – "Make Love Not War"
- 1972 – "Linger You Linger" / "Version"
- 1972 – "Freedom Train" (U-Roy och The Heptones)
- 1972 – "Double Xix" / "Stick Together (aka London City Rock)"
- 1972 – "Black Heart" (version av Lean on Me av B.B. Seaton)
- 1972 – "Way Down in South" (B-sida av Be My Guest av Billy Dyce)
- 1972 – "King Tubby's Skank" (B-sida och version av Don't Believe in Him av Gregory Isaacs)
- 1972 – "Nanny Skank" (version av King Tubby's Skank som är en version av Don't Believe in Him av Gregory Isaacs)
- 1972 – "Nannysrank" / "Scank Version" (versioner av låtarna ovan)
- 1972 – "The Other Half" / "The Other Half Version" (U-Roy & Dennis Brown, versioner av "What About The Half" av Dennis Brown)
- 1972 – "The Hudson Affair"
- 1972 – "Festival Wise" / "Festival Wise Part 2"
- 1973 – "I'm Flashing My Whip"
- 1973 – "006" / "Get Together"
- 1973 – "Regular Style" / "Hard Feeling" (A-sidan version av låten "Cecilia" av The Maytones)
- 1973 – "On Top of the Peak" (version av "Mr Parkers Daughter" med Shorty)
- 1973 – "High Priest" / "London City Rock" (versioner av "My Mother used to Sing" – Dennis Brown / "Want a Wine" – Leo Graham)
- 1973 – "King Tubby's Special" (version av "Don't Believe in Him" av Gregory Isaacs)
- 1973 – "Red Sun Rise" (U-Roy & Henry; version av The Concords låt "Don't Let Me Suffer")
- 1973 – "The Higher the Mountain (version)" (U-Roy & Errol Dunkley)
- 1973 – "Treasure Isle Skank" / "Words of Wisdom"
- 1974 – "Call On I" / "D.J. Special" ("Call On I" version av "Call On Me" av Delroy Wilson)
- 1974 – "No One in the World"
- 1974 – "Train from the West" (version av West Bound Train av Dennis Brown)
- 1974 – "Real Cool" (version av Sweat for your Baby av The Heptones)
- 1974 – "Down Deh" / "Version"
- 1974 – "Battle of the Giant" / "Battle of the Giant Part 2" (Big Youth & U-Roy)
- 1974 – "Yama-Khy" / "Dub Two" (U-Roy & The Children)
- 1975 – "Runaway Girl" / "Chalice in the Palace"

### Album
- 1973 – Version Galore
- 1973 – Version Galore (Bonus Tracks)
- 1974 – U-Roy
- 1975 – Dread Ina Babylon
- 1976 – Natty Rebel
- 1977 – Dreadlocks in Jamaica
- 1977 – Rasta Ambassador
- 1977 – Jah Son of Africa
- 1979 – With Words of Wisdom
- 1983 – Crucial Cuts
- 1987 – Line Up and Come
- 1987 – Music Addict
- 1988 – With a Flick of My Musical Wrist
- 1990 – Version of Wisdom
- 1991 – True Born African
- 1992 – The Teacher Meets the Student
- 1992 – Rock With I
- 1993 – Smile a While
- 1997 – Babylon Kingdom Must Fall
- 1998 – U Roy Live
- 2000 – The Lost Album
- 2001 – Now
- 2002 – Rightfull Ruler
- 2005 – Rebel in Style
- 2007 – Old School New Rules

samt omkring 40 album med olika artister där U-Roy medverkar.